# HMCS Grou (1943)

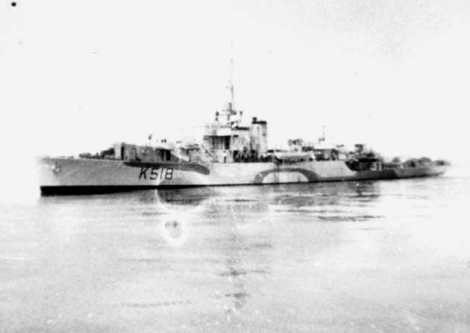
HMCS Grou

HMCS Grou was een Rivierklasse fregat dat in de Royal Canadian Navy diende tijdens de Tweede Wereldoorlog. Ze diende voornamelijk als een oceaankonvooi escorte in de slag om de Atlantische Oceaan. Ze werd vernoemd naar Jean Grou, een rooms-katholieke martelaar van Pointe-aux-Trembles, Quebec. Naam van de stad werd beschouwd als te lang voor een oorlogsschip, dus werd er gekozen voor iets dat er sterk aan verbonden was.
Het schip was in oktober 1941 besteld als onderdeel van het bouwprogramma van 1942-1943 van de Rivierklasse. De kiellegging was op 1 mei 1943 door het Canadese Vickers in Montreal en op 7 augustus 1943 werd het schip te water gelaten. Ze werd in dienst gesteld op 4 december 1943 in Montreal.

## Achtergrond
De Rivierklasse fregat werd ontworpen door William Reed van Smiths Dock Company van South Bank-on-Tees. Oorspronkelijk een "twin-screw corvette" genaamd, met als doel de konvooien beter te escorteren. De eerste bestellingen zijn geplaatst door de Royal Navy in 1940 en de schepen werden genoemd naar de rivieren in het Verenigd Koninkrijk. In Canada werden zij naar de steden genoemd. De naam "fregat" werd voorgesteld door vice-admiraal Percy Nelles van de Royal Canadian Navy en dat later dat jaar werd aangenomen.
Verbeteringen ten opzichte van het ontwerp van de corvette werden opgenomen en verbeterden de accommodatie aanzienlijk. De twee motoren gaven slechts drie knopen meer qua snelheid, maar breidden het bereik van het schip uit met bijna het dubbele van dat van een corvette op 7200 nautische mijl (13,300 km) bij 12 knopen. Door het ontwerp nog aan te passen, wordt een beter bewapeningspakket ontworpen ter bestrijding van de U-boten met inbegrip van een "twin 4-inch mount" voorwaarts en een 12-Ponder vanachter. Vijftien Canadese fregatten waren aanvankelijk voorzien van een enkel 4-inch kanon voorwaarts gericht, maar met uitzondering van HMCS Valleyfield, zijn ze allemaal uiteindelijk opgewaardeerd naar het dubbele. Voor de doelstellingen van het onderwatergedeelte, werd de Rivierklasse fregat uitgerust met een hedgehog anti-onderzeeër mortier en aan de vier zijkanten gemonteerde werpers.
River-klasse fregatten waren de eerste oorlogsschepen van de Royal Canadian Navy die vaarden met 147B Sword horizontale fan echo sonarzenders naast de onregelmatige ASDIC. Hierdoor kon het schip beter contact onderhouden, zelfs tijdens het vuren, tenzij het een doel trof. Verbeterde radar en richtingvindende apparatuur verbeterden de mogelijkheid van de Royal Canadian Navy en dus ook het vinden en volgen van vijandelijke onderzeeërs.
Canada beval oorspronkelijk de bouw van 33 fregatten in oktober 1941. Het ontwerp was te groot voor de scheepswerven op de grote meren, dus alle de fregatten gebouwd in Canada werden gebouwd in de scheepswerven aan de westkust of langs de rivier Saint Lawrence. In totaal beval Canada de bouw van 60 fregatten, met inbegrip van tien voor de Royal Navy, die twee aan de United States Navy overdroegen.

## Oorlogsdienst
De Grou is in Halifax aan het einde van 1943 gearriveerd en uitgewerkt in St. Margarets Bay. In maart 1944, was ze gestationeerd bij een escortgroep in Derry. In april 1944 maakte de Grou haar weg naar Kola om een RA-59 terug naar het Verenigd Koninkrijk te begeleiden. Van toen af aan werd ze gestationeerd op verschillende tijdstippen in Derry, Portsmouth en Plymouth. Tijdens Operatie Neptune, het marinegedeelte van de invasie van Normandië, werd de Grou gebruikt voor anti-onderzeeër patrouilles ter bescherming van de invasievloot.
In februari 1945 keerde Grou terug naar Canada voor een refit in Dartmouth die begon op 4 maart. Na de refit in september 1945 werd ze overgeplaatst naar de westkust in oktober. Op 25 februari 1946 werd ze gebruikt in de reserve aan Esquimalt in British Columbia. In 1948 werd ze verkocht aan Capital Iron & Metals Ltd. in Victoria, Brits-Columbia en gesloopt in 1948-1949.